# Did You Ever See a Dream Walking?
Did You Ever See a Dream Walking? ist ein Popsong, den Harry Revel (Musik) und Mack Gordon (Text) verfassten und 1933 veröffentlichten.

## Hintergrund
Das Songwriter-Team Revel-Gordon schrieb Did You Ever See a Dream Walking? für den Paramount-Tonfilm Sitting Pretty (1933, Regie Harry Joe Brown), mit Jack Oakie, Jack Haley und Ginger Rogers in den Hauptrollen. Vorgestellt wurde der Song von Ginger Rogers und Art Jarrett. Es ist eine romantische Ballade, die den Liebestraum zum Thema hat (Did you ever find heaven right in your arms, saying I love you, I do).

## Erste Aufnahmen und spätere Coverversionen
Zu den Musikern, die den Song ab Ende 1933 coverten, gehörten das Vokaltrio The Pickens Sisters (Victor), Adrian Rollini (Banner), Hal Kemp, Meyer Davis (Columbia 2852, mit Three Rascals, Gesang), Eddy Duchin, Tom Coakley (Victor 24473), Lillian Roth, in London Ray Noble/Al Bowlly (HMV), Henry Hall and his BBC Dance Orchestra und in Paris die Studioband Le Jazz du Poste Parisien (Pathé, u. a. mit Alix Combelle, Stéphane Grappelli, Michel Warlop).
Bekannt wurde Did You Ever See a Dream Walking? 1933 in den Vereinigten Staaten vor allem durch die Versionen von Gene Austin, Guy Lombardo and His Royal Canadians (Brunswick 6713), Rudy Vallée und Bing Crosby. Der Diskograf Tom Lord listet im Bereich des Jazz insgesamt 22 (Stand 2015) weitere Coverversionen, u. a. ab 1935 von The Ink Spots, David Allyn/Paul Smith, Henry Jerome, Les Brown, ohnny Guarnieri, Billy Butterfield, George Barnes, Ted Heath, Jackie Davis, Ruby Braff, Barbara Carroll, Harry James. Did You Ever See a Dream Walking? wurde auch von Pop- und R&B-Musikern wie Snooky Lanson (1949), in den 1960er-Jahren von Frankie Avalon, Fats Domino und Sunny Gale gecovert. Gene Austins Aufnahme des Songs fand Verwendung im Soundtrack des Spielfilms The Green Mile (1999).